# Årred

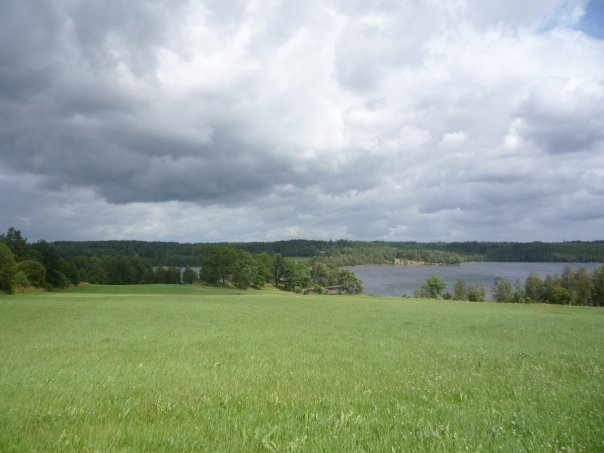
Sjön Säven bredvid Årred.

Årred är en by som ligger i Nårunga socken i Vårgårda kommun, Västergötland, nära sjön Säven.
Det har funnits många små missionshus runtom i Vårgårda kommun och i Årred finns det en minnessten över byns första missionshus vilket byggdes år 1867. Det finns även små skyltar av historiskt slag och dessa skyltar berättar om vad det fanns för slags gårdar och hus förr i tiden. Skyltarna sitter uppsatta runtom i byn med omnejd.
Avståndet till Vårgårda är 17 km, Alingsås 23 km, Borgstena 14 km, Fristad 19 km och Borås 28 km.